# Mike Freeman
Roy Edward Michael Freeman (conocido como Mike Freeman; 30 de julio de 1937-26 de agosto de 2007) fue un deportista británico que compitió en bobsleigh. Ganó dos medallas de bronce en el Campeonato Europeo de Bobsleigh de 1968, en las pruebas doble y cuádruple.

## Palmarés internacional
| Campeonato Europeo | Campeonato Europeo   | Campeonato Europeo | Campeonato Europeo |
| Año                | Lugar                | Medalla            | Prueba             |
| ------------------ | -------------------- | ------------------ | ------------------ |
| 1968               | Sankt Moritz (Suiza) | Medalla de bronce  | Doble              |
| 1968               | Sankt Moritz (Suiza) | Medalla de bronce  | Cuádruple          |